# Sundae in New York
Sundae in New York – amerykański krótkometrażowy film animowany z 1983 roku wyreżyserowany przez Jimmy’ego Pickera. Głosu w produkcji użyczył Scott Record. W 1984 roku, podczas 56. ceremonii Akademii Filmowej, twórca otrzymał za ten obraz Oscara w kategorii krótkometrażowy film animowany.
W 2006 roku animacja Sundae in New York wybrana została do zachowania przez, należące do amerykańskiej Academy Foundation, Academy Film Archive.

## Fabuła
Podmiot liryczny śpiewa tekst piosenki „New York, New York”, która jest tłem animacji. Główny bohater przedstawia widzowi zróżnicowane i momentami ekscytujące życie mieszkańców Nowego Jorku. Centralna postać filmiku prezentuje to miasto jako takie, które warto odwiedzić. W produkcji ukazano też specyfikę i klimat nowojorskiej metropolii.
W filmie pojawiają się takie postacie jak: burmistrz Nowego Jorku Ed Koch, piosenkarz Frank Sinatra, aktor Rodney Dangerfield i reżyser Woody Allen.